# Dito Montiel
Dito Montiel (Nueva York, 26 de julio de 1965) es un escritor, guionista, cineasta y músico estadounidense.

## Biografía
Nació en el barrio Astoria (del distrito Queens de la ciudad de Nueva York) con el nombre de Orlando Orlandito Montiel, hijo de un nicaragüense y una irlandesa.
Abandonó su casa y se fue a California para desarrollar una carrera como músico.
Conoció a Andy Warhol poco antes de que este cerrara su Factory. También modeló ropa interior para la empresa Calvin Klein.
Se hizo conocido después de la disolución de su banda de hardcore punk Major Conflict (‘conflicto mayor’).
Más tarde, Montiel ganaría notoriedad en 1989 cuando Geffen Records (de David Geffen) firmó su recién formado equipo Gutterboy por un acuerdo récord de un millón de dólares estadounidenses, que en ese momento era una suma sin precedentes.
La banda se disolvió inmediatamente después de su debut y fue considerada la banda sin éxito más exitosa en la historia del rock.
Montiel cuenta que en una ocasión, pegó unas fotos de él y de su amigo Antonio en un querido libro infantil llamado The Picture Book of Saints (‘El libro ilustrado de los santos’). Más tarde agregó las fotos de otros amigos de la adolescencia, y otros más, y luego fue escribiendo algún pequeño comentario debajo de cada imagen, hasta que se le ocurrió convertir los textos acumulados en una autobiografía de más de 200 páginas: A guide to recognizing your saints (‘guía para reconocer a tus santos’), que publicó en 2003
Detalla su vida en el barrio pobre de Queens en los años ochenta durante el auge del hardcore punk.
El libro describe el tiempo que pasó de gira con su banda Gutterboy y su breve carrera de modelo con Versace, junto con otras anécdotas personales.
Volvió a su casa familiar en Queens, alertado por su madre sobre la frágil salud de su padre, después de casi veinte años de ausencia, con su libro publicado y cierto renombre.
Tres años después ―gracias a la activa intervención del actor estadounidense Robert Downey Jr. y de la productora Trudie Styler (la esposa del músico británico Sting), Montiel adaptó su superventas, lo convirtió en un guion, y debutó como director con la versión cinematográfica de Memorias de Queens, con Robert Downey Jr. (como Montiel mayor), Dianne Wiest y Shia LaBeouf. Fue una película de bajo costo, pero muy profesional ―y por momentos un poco sobreestilizada― que recorrió el mundo. Aunque Montiel insiste en que de no haber tenido esta oportunidad, la hubiera filmado igual, con amigos y en video.
En 2006, Montiel lanzó el álbum homónimo (Dito Montiel) a través de la empresa discográfica Rhino Records.
Su segunda novela fue Eddie Krumble is the clapper (‘Eddie Krumble es el aplaudidor’), que se publicó en abril de 2007 y que adaptó él mismo a película en 2017 ('The Clapper') con Ed Helms y Amanda Seyfreid.
Montiel también dirigió una película, Fighting (‘Lucha’), acerca de un joven vendedor ambulante en la ciudad de Nueva York que se introduce en el mundo de las peleas callejeras ilegales.
La película está protagonizada por Channing Tatum, Terrence Howard y Luis Guzmán.
En 2011, Montiel dirigió la película The son of no one (‘el hijo de nadie’), un policial dramático con Channing Tatum, Ray Liotta, Al Pacino y Katie Holmes. Se presentó en el Festival de Cine de Sundance.
La empresa Anchor Bay Entertainment eligió esta película para distribuirla.

## Premios y distinciones
Festival Internacional de Cine de Venecia
| Año  | Categoría                   | Película           | Resultado |
| ---- | --------------------------- | ------------------ | --------- |
| 2006 | Premio Semana de la Crítica | Memorias de Queens | Ganador   |
| 2006 | Premio Isvema               | Memorias de Queens | Ganador   |